# Pristiglottis montana
Pristiglottis montana là một loài thực vật có hoa trong họ Lan. Loài này được (Schltr.) Cretz. & J.J.Sm. miêu tả khoa học đầu tiên năm 1934.